# Neal Skupski
Neal Skupski (n. 1 decembrie 1989, Liverpool, Anglia, Regatul Unit) este un jucător britanic de tenis profesionist, specializat în jocul de dublu. Cea mai înaltă poziție în clasamentul ATP la dublu este locul 1 mondial, în noiembrie 2022. A atins această performanță importantă împreună cu partenerul său de lungă durată, Wesley Koolhof, la sfârșitul acelui an. Skupski a devenit al treilea britanic numărul 1 mondial la dublu, după Jamie Murray și Joe Salisbury.
Skupski este triplu campion de Grand Slam, câștigând Campionatul de la Wimbledon din 2023 la dublu masculin cu Koolhof și Campionatul de la Wimbledon din 2021 și 2022 la dublu mixt alături de Desirae Krawczyk. Koolhof și Skupski au fost, de asemenea, finaliști la US Open din 2022, iar Krawczyk și Skupski au ajuns în finala la Australian Open 2024 și la French Open 2024. A câștigat 17 titluri la dublu în circuitul ATP, inclusiv Madrid Open, Canadian Open și Paris Masters la nivel Masters 1000 în 2022.
Skupski a reprezentat Marea Britanie în Cupa Davis din 2019 și a concurat la Jocurile Olimpice de vară din 2020.